# Andries Hoogerwerf (politicoloog)
Andries Hoogerwerf (Delft, 11 maart 1931 – Enschede, 25 maart 2024) was een Nederlands politicoloog en hoogleraar politicologie en bestuurskunde aan de Universiteit Twente.
Hoogerwerf, alumnus van de Vrije Universiteit Amsterdam waar hij in 1960 afstudeerde als politicoloog en in 1964 promoveerde tot doctor, had na een docentschap tot 1969 aan de VU eerst een aanstelling als hoogleraar aan de Katholieke Universiteit Nijmegen van 1969 tot 1975. Hij was de drijvende kracht in Nederland achter de eerste universitaire opleiding bestuurskunde. Deze werd ingericht vanaf 1973 aan de Technische Hogeschool Twente, pas later de Universiteit Twente. De opleiding was georganiseerd rond de vier disciplines: recht, economie, sociologie en politicologie. In 1975 verhuisde hij ook voltijds naar de UT. Hij had een lesopdracht voor Beleidsprocessen in het openbaar bestuur. Hij werd toegelaten tot het emeritaat in 1993.
In 1993 werd hij benoemd tot ridder in de Orde van de Nederlandse Leeuw. In 2013 werd hij - samen met Ig Snellen - laureaat van de L.P. van de Spiegelprijs, een driejaarlijkse prijs uitgereikt door de Nederlandse Vereniging voor Bestuurskunde. Hij had ook eerder al, in 1991, van de Vereniging voor Bestuurskunde de G.A. van Poeljejaarprijs ontvangen voor zijn hele oeuvre. Hoogerwerf was sinds 1991 lid van de Koninklijke Nederlandse Akademie van Wetenschappen (KNAW).
Hoogerwerf overleed op 25 maart 2024 op 93-jarige leeftijd.

## Zeven basisdilemma's van Hoogerwerf
Hoogerwerf heeft in Politiek als evenwichtskunst; Dilemma's rond overheid en markt (1995) 7 basisdilemma's (voor. de overheid) beschreven, waarmee de inrichting van een samenleving (voor zover de overheid daar door haar beleid invloed op heeft) geanalyseerd kan worden. Dit zijn achtereenvolgens het dilemma van:
1. de staat (wat is de taak van de overheid?)
2. macht (democratie (macht bij de burgers) versus leiding)
3. de verdeling (waarde: gelijkheid)
4. integratie (waarde: solidariteit)
5. informatie (idealisme vs realisme)
6. beleid (aanvaarding m.n. door burgers van (overheids)beleid)
7. verandering (impact van maatschappelijke vernieuwing).